# Капранський заказник
Капра́нський зака́зник — ботанічний заказник місцевого значення в Україні. Об'єкт природно-заповідного фонду Харківської області. 
Розташована на території Краснокутського району Харківської області, на південь від села Капранське. 
Площа 74,9 га. Статус присвоєно згідно з рішенням облради від 25.06.2009 року № 1274-V. Перебуває у віданні: Краснокутська районна державна адміністрація. 
Статус присвоєно для збереження ділянки заплавних луків річки Мерла. Тут зростає рябчик малий (занесений до Червоної книги України), а також 35 рідкісних для Харківщини видів.